# .tl
.tl è il dominio di primo livello nazionale assegnato a Timor Est. In precedenza il dominio utilizzato era .tp.
Fa parte del Council of Country Code Administrators (CoCCA).